# Palazzo del Mercosur
Il Palazzo del Mercosur è uno storico edificio di Montevideo in Uruguay, sede del Mercato comune del Sud.

## Storia
L'edificio venne eretto agli inizi del XX secolo come albergo di lusso. Progettato dagli architetti Pierre Lorenzi e Guillermo West, venne inaugurato il 30 dicembre 1909 col nome di Hotel Parque. Nel 1938 venne realizzato un primo ampliamento, sotto la direzione dell'architetto Juan Antonio Scasso.
Venne dichiarato monumento storico nazionale il 16 dicembre 1975.
Nel 1997 il governo locale del dipartimento di Montevideo decise di cedere la titolarità dell'edificio al ministro degli affari esteri uruguaiano in modo tale permettere che venisse destinato ad ospitare al sede amministrativa del Mercosur e di altri organismi internazionali.

## Galleria d'immagini

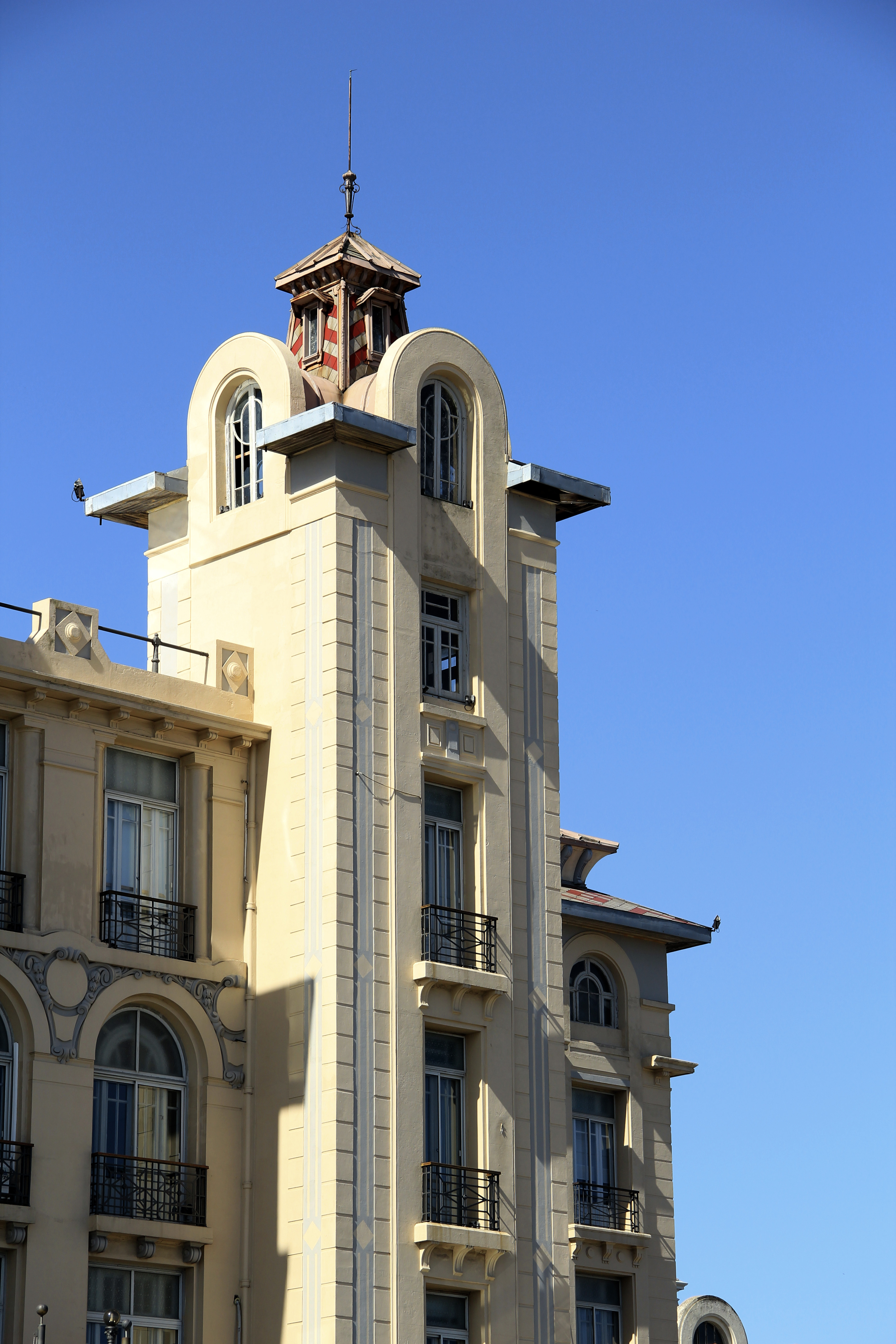
Dettaglio della facciata
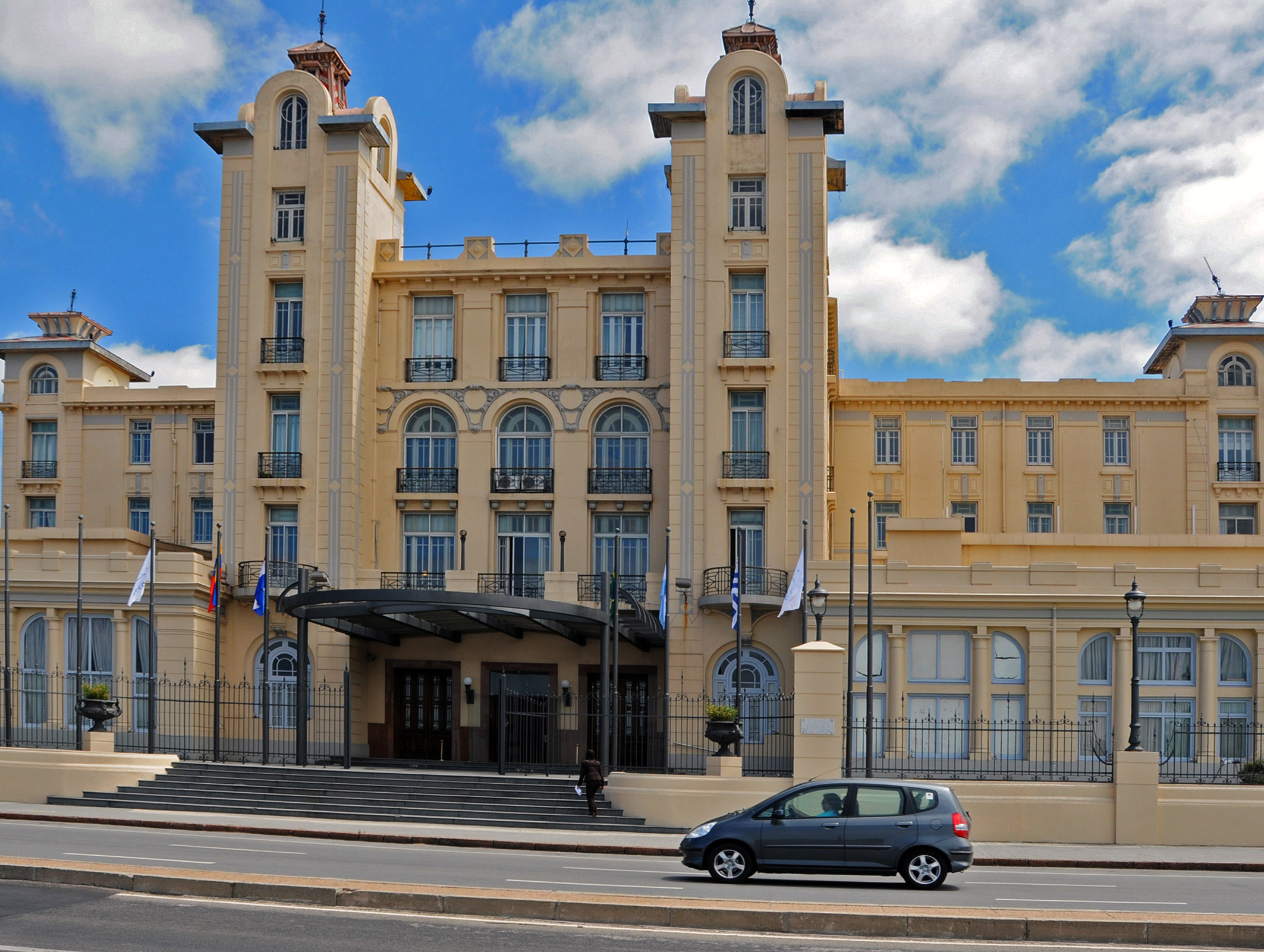
Il grande ingresso
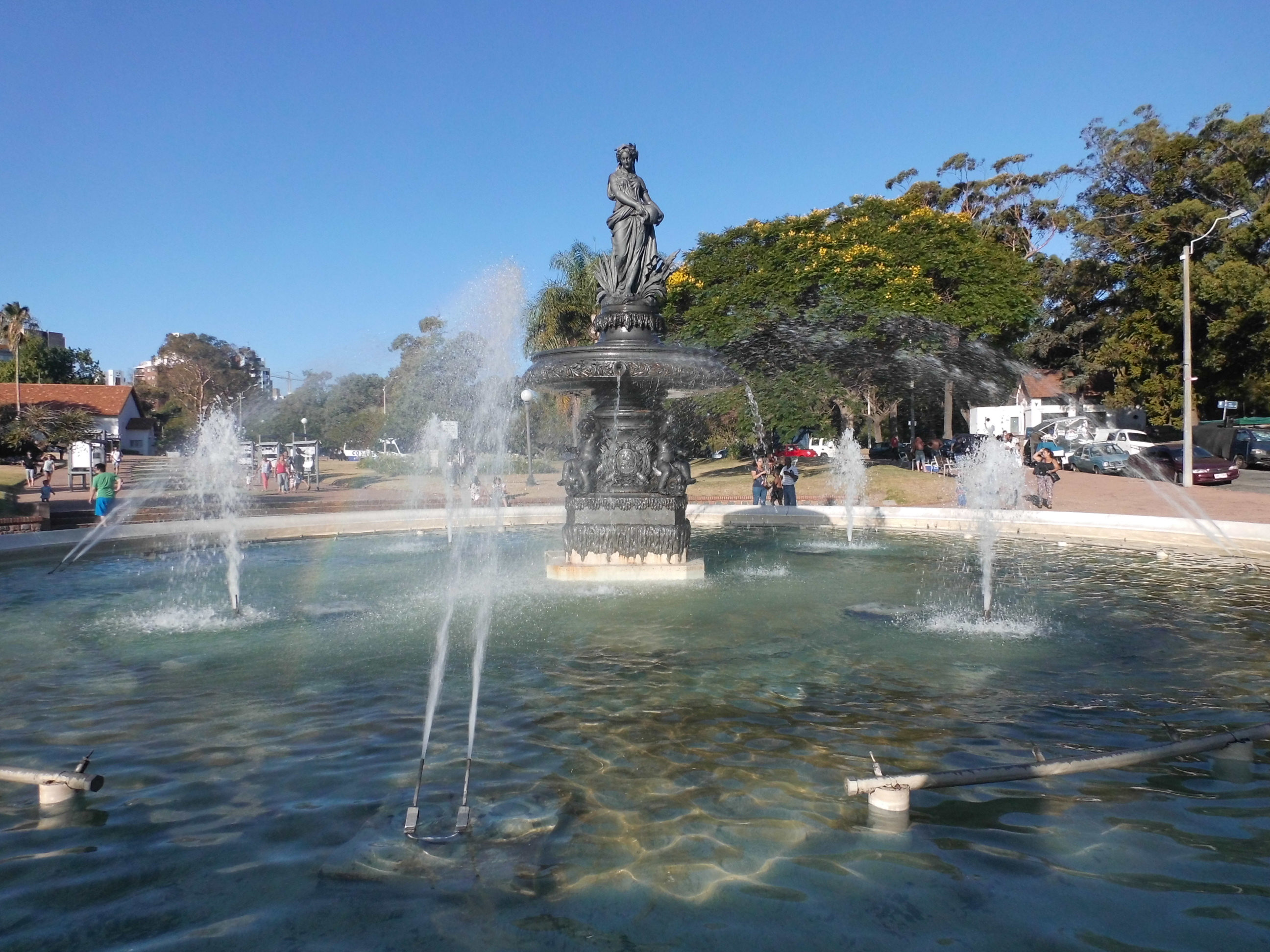
La Source, fontana ubicata presso il Palazzo del Mercosur
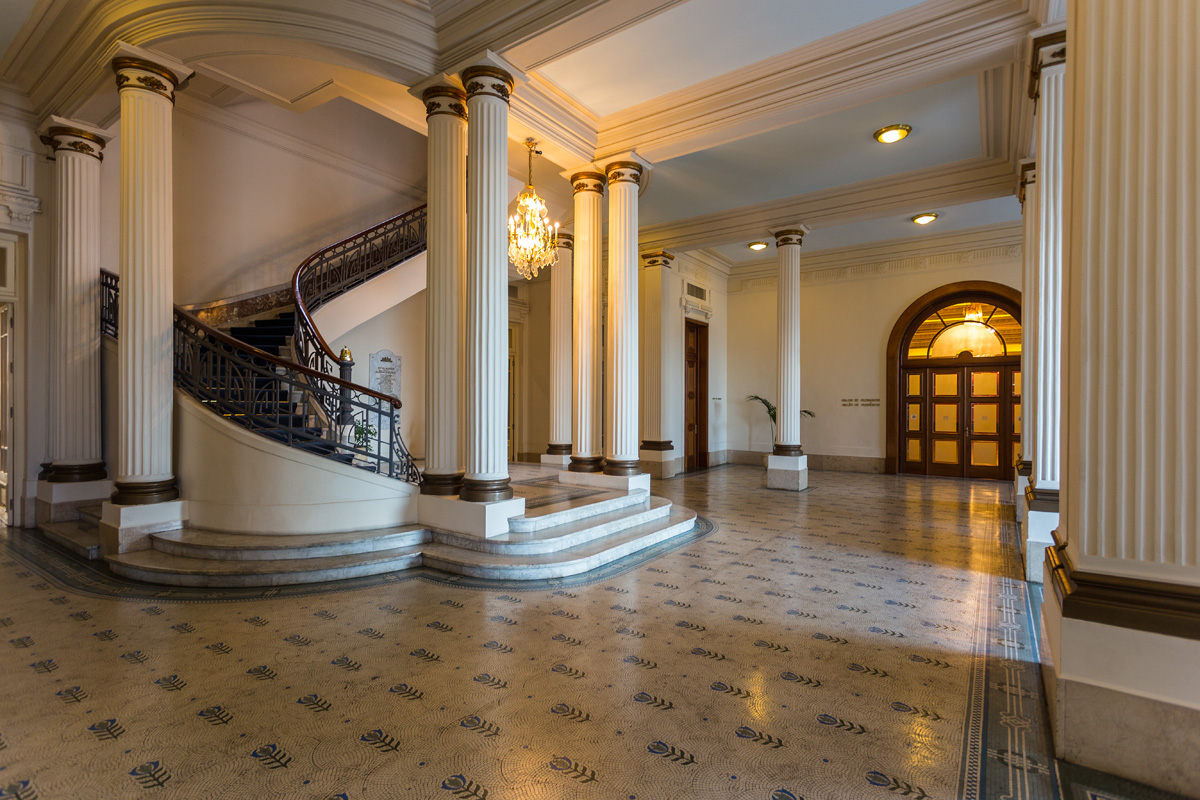
Gli interni del Palazzo
L'edificio nel 1910
Logo